# Décathlon aux Jeux olympiques d'été de 2004
Pour un article plus général, voir Athlétisme aux Jeux olympiques d'été de 2004.
Navigation
Sydney 2000 Pékin 2008
L'épreuve du décathlon aux Jeux olympiques de 2004 s'est déroulée les 23 et 24 août 2004 au Stade olympique d'Athènes, en Grèce. Elle est remportée par le Tchèque Roman Šebrle.

## Résultats
- Meilleure performance par épreuve

| Rang               | Athlète                    | Pays               | Points    | 100 m       | Longueur    | Poids       | Hauteur    | 400 m       | 110 m haies | Disque      | Perche      | Javelot     | 1 500 m         |
| ------------------ | -------------------------- | ------------------ | --------- | ----------- | ----------- | ----------- | ---------- | ----------- | ----------- | ----------- | ----------- | ----------- | --------------- |
| Médaille d'or      | Roman Šebrle               | République tchèque | 8893 (OR) | 894 10.85 s | 1020 7.84 m | 873 16.36 m | 915 2.12 m | 892 48.36 s | 968 14.05 s | 844 48.72 m | 910 5.00 m  | 897 70.52 m | 680 4:40.01 min |
| Médaille d'argent  | Bryan Clay                 | États-Unis         | 8820 (PB) | 989 10.44 s | 1050 7.96 m | 804 15.23 m | 859 2.06 m | 852 49.19 s | 958 14.13 s | 873 50.11 m | 880 4.90 m  | 885 69.71 m | 670 4:41.65 min |
| Médaille de bronze | Dmitriy Karpov             | Kazakhstan         | 8725 (AR) | 975 10.50 s | 1012 7.81 m | 847 15.93 m | 887 2.09 m | 968 46.81 s | 978 13.97 s | 905 51.65 m | 790 4.60 m  | 671 55.54 m | 692 4:38.11 min |
| 4                  | Dean Macey                 | Royaume-Uni        | 8414 (SB) | 885 10.89 s | 927 7.47 m  | 835 15.73 m | 944 2.15 m | 863 48.97 s | 903 14.56 s | 836 48.34 m | 731 4.40 m  | 715 58.46 m | 775 4:25.42 min |
| 5                  | Chiel Warners (en)         | Pays-Bas           | 8343 (SB) | 947 10.62 s | 995 7.74 m  | 758 14.48 m | 776 1.97 m | 911 47.97 s | 973 14.01 s | 741 43.73 m | 880 4.90 m  | 669 55.39 m | 693 4:38.05 min |
| 6                  | Attila Zsivoczky           | Hongrie            | 8287 (SB) | 881 10.91 s | 847 7.14 m  | 809 15.31 m | 915 2.12 m | 842 49.40 s | 856 14.95 s | 780 45.62 m | 819 4.70 m  | 790 63.45 m | 748 4:29.54 min |
| 7                  | Laurent Hernu              | France             | 8237 (SB) | 867 10.97 s | 859 7.19 m  | 768 14.65 m | 831 2.03 m | 874 48.73 s | 942 14.25 s | 761 44.72 m | 849 4.80 m  | 704 57.76 m | 782 4:24.35 min |
| 8                  | Erki Nool                  | Estonie            | 8235      | 906 10.80 s | 942 7.53 m  | 744 14.26 m | 696 1.88 m | 870 48.81 s | 874 14.80 s | 706 42.05 m | 1035 5.40 m | 758 61.33 m | 704 4:36.33 min |
| 9                  | Claston Bernard            | Jamaïque           | 8225 (NR) | 931 10.69 s | 930 7.48 m  | 777 14.80 m | 915 2.12 m | 855 49.13 s | 953 14.17 s | 762 44.75 m | 731 4.40 m  | 667 55.27 m | 704 4:36.31 min |
| 10                 | Roland Schwarzl            | Autriche           | 8102 (PB) | 865 10.98 s | 932 7.49 m  | 729 14.01 m | 749 1.94 m | 826 49.76 s | 942 14.25 s | 714 42.43 m | 941 5.10 m  | 683 56.32 m | 721 4:33.56 min |
| 11                 | Aleksandr Pogorelov        | Russie             | 8084 (SB) | 872 10.95 s | 888 7.31 m  | 796 15.10 m | 859 2.06 m | 779 50.79 s | 948 14.21 s | 759 44.60 m | 910 5.00 m  | 640 53.45 m | 633 4:47.63 min |
| 12                 | Florian Schönbeck (en)     | Allemagne          | 8077      | 883 10.90 s | 886 7.30 m  | 776 14.77 m | 696 1.88 m | 801 50.30 s | 931 14.34 s | 755 44.41 m | 910 5.00 m  | 751 60.89 m | 688 4:38.82 min |
| 13                 | Romain Barras              | France             | 8067 (SB) | 830 11.14 s | 811 6.99 m  | 784 14.91 m | 749 1.94 m | 842 49.41 s | 927 14.37 s | 763 44.83 m | 790 4.60 m  | 807 64.55 m | 764 4:27.09 min |
| 14                 | Maurice Smith (en)         | Jamaïque           | 8023      | 894 10.85 s | 769 6.81 m  | 804 15.24 m | 723 1.91 m | 849 49.27 s | 973 14.01 s | 850 49.02 m | 673 4.20 m  | 761 61.52 m | 727 4:32.74 min |
| 15                 | Nikolay Averyanov (en)     | Russie             | 8021      | 963 10.55 s | 896 7.34 m  | 755 14.44 m | 749 1.94 m | 828 49.72 s | 925 14.39 s | 662 39.88 m | 849 4.80 m  | 656 54.51 m | 738 4:31.02 min |
| 16                 | Jaakko Ojaniemi            | Finlande           | 8006 (SB) | 933 10.68 s | 935 7.50 m  | 788 14.97 m | 749 1.94 m | 856 49.12 s | 848 15.01 s | 672 40.35 m | 790 4.60 m  | 727 59.26 m | 708 4:35.71 min |
| 17                 | Vitaliy Smirnov            | Ouzbékistan        | 7993      | 885 10.89 s | 830 7.07 m  | 721 13.88 m | 749 1.94 m | 856 49.11 s | 878 14.77 s | 715 42.47 m | 819 4.70 m  | 751 60.88 m | 789 4:23.31 min |
| 18                 | Qi Haifeng                 | Chine              | 7934      | 847 11.06 s | 896 7.34 m  | 701 13.55 m | 776 1.97 m | 831 49.65 s | 876 14.78 s | 770 45.13 m | 760 4.50 m  | 750 60.79 m | 727 4:32.63 min |
| 19                 | Stefan Drews (en)          | Allemagne          | 7926      | 890 10.87 s | 905 7.38 m  | 672 13.07 m | 696 1.88 m | 885 48.51 s | 973 14.01 s | 667 40.11 m | 910 5.00 m  | 611 51.53 m | 717 4:34.51 min |
| 20                 | Aliaksandr Parkhomenka     | Biélorussie        | 7918 (SB) | 830 11.14 s | 723 6.61 m  | 832 15.69 m | 831 2.03 m | 767 51.04 s | 864 14.88 s | 703 41.90 m | 849 4.80 m  | 826 65.82 m | 693 4:37.94 min |
| 21                 | Paul Terek (en)            | États-Unis         | 7893      | 878 10.92 s | 799 6.94 m  | 799 15.15 m | 749 1.94 m | 835 49.56 s | 835 15.12 s | 780 45.62 m | 1004 5.30 m | 598 50.62 m | 616 4:50.36 min |
| 22                 | David Gómez (en)           | Espagne            | 7865      | 843 11.08 s | 876 7.26 m  | 763 14.57 m | 670 1.85 m | 880 48.61 s | 922 14.41 s | 684 40.95 m | 731 4.40 m  | 749 60.71 m | 747 4:29.70 min |
| 23                 | Indrek Turi                | Estonie            | 7708      | 843 11.08 s | 792 6.91 m  | 705 13.62 m | 831 2.03 m | 739 51.67 s | 941 14.26 s | 661 39.83 m | 849 4.80 m  | 728 59.34 m | 619 4:50.01 min |
| 24                 | Santiago Lorenzo (en)      | Argentine          | 7592      | 838 11.10 s | 821 7.03 m  | 681 13.22 m | 670 1.85 m | 845 49.34 s | 804 15.38 s | 669 40.22 m | 760 4.50 m  | 713 58.36 m | 791 4:23.08 min |
| 25                 | Jānis Karlivāns            | Lettonie           | 7583      | 789 11.33 s | 876 7.26 m  | 686 13.30 m | 776 1.97 m | 790 50.54 s | 852 14.98 s | 733 43.34 m | 760 4.50 m  | 632 52.92 m | 689 4:38.67 min |
| 26                 | Prodromos Korkizoglou (en) | Grèce              | 7573      | 892 10.86 s | 830 7.07 m  | 778 14.81 m | 749 1.94 m | 762 51.16 s | 854 14.96 s | 789 46.07 m | 819 4.70 m  | 634 53.05 m | 466 5:17.00 min |
| 27                 | Hans Olav Uldal (en)       | Norvège            | 7495      | 810 11.23 s | 811 6.99 m  | 700 13.53 m | 670 1.85 m | 771 50.95 s | 839 15.09 s | 726 43.01 m | 760 4.50 m  | 738 60.00 m | 670 4:41.70 min |
| 28                 | Paolo Casarsa (en)         | Italie             | 7404      | 782 11.36 s | 739 6.68 m  | 785 14.92 m | 749 1.94 m | 673 53.20 s | 803 15.39 s | 843 48.66 m | 731 4.40 m  | 717 58.62 m | 582 4:56.72 min |
| 29                 | Eugène Martineau (en)      | Pays-Bas           | 7185      | 863 10.99 s | 776 6.84 m  | 0 NM        | 803 2.00 m | 857 49.10 s | 847 15.02 s | 665 40.00 m | 849 4.80 m  | 792 63.62 m | 733 4:31.79 min |
| 30                 | Victor Covalenco (en)      | Moldavie           | 6543      | 799 11.28 s | 862 7.20 m  | 670 13.04 m | 670 1.85 m | 733 51.82 s | 755 15.80 s | 628 38.19 m | 0 NM        | 640 53.46 m | 786 4:23.81 min |
| NC                 | Pavel Andreev              | Ouzbékistan        | DNF       | 797 11.29 s | 0 NM        | 747 14.30 m | 803 2.00 m | 741 51.64 s | 785 15.54 s | 703 41.89 m | 880 4.90 m  | DNS         | DNS             |
| NC                 | Tom Pappas                 | États-Unis         | DNF       | 906 10.80 s | 905 7.38 m  | 862 16.17 m | 831 2.03 m | 911 47.97 s | 951 14.18 s | 816 47.39 m | 0 NM        | DNS         | DNS             |
| NC                 | Luiggy Llanos (en)         | Porto Rico         | DNF       | 874 10.94 s | 918 7.43 m  | 714 13.77 m | 723 1.91 m | 848 49.28 s | 958 14.13 s | 702 41.82 m | 0 NM        | DNS         | DNS             |
| NC                 | Ahmad Hassan Moussa        | Qatar              | DNF       | 908 10.79 s | 823 7.04 m  | 687 13.32 m | 644 1.82 m | 874 48.73 s | 0 DNF       | DNS         | DNS         | DNS         | DNS             |
| NC                 | Dennis Leyckes (en)        | Allemagne          | DNF       | 850 11.05 s | 826 7.05 m  | 657 12.84 m | 723 1.91 m | DNS         | DNS         | DNS         | DNS         | DNS         | DNS             |
| NC                 | Jón Arnar Magnússon        | Islande            | DNF       | 850 11.05 s | 842 7.12 m  | 788 14.98 m | DNS        | DNS         | DNS         | DNS         | DNS         | DNS         | DNS             |
| NC                 | Kristjan Rahnu (en)        | Estonie            | DNF       | 912 10.77 s | 0 NM        | 756 14.45 m | DNS        | DNS         | DNS         | DNS         | DNS         | DNS         | DNS             |
| NC                 | Lev Lobodin                | Russie             | DNF       | 850 11.05 s | 781 6.86 m  | DNS         | DNS        | DNS         | DNS         | DNS         | DNS         | DNS         | DNS             |
| NC                 | Tomáš Dvořák               | République tchèque | DNF       | 746 11.53 s | DNS         | DNS         | DNS        | DNS         | DNS         | DNS         | DNS         | DNS         | DNS             |

## Légende
Records et Performances
- AR : Record continental (area record)
- CR : Record des championnats (championship record)
- MR : Record du meeting (meet record)
- NR : Record national (national record)
- OR : Record olympique (olympic record)
- PR : Record paralympique (paralympic record)
- PB : Record personnel (personal best)
- SB : Meilleure performance personnelle de la saison (season's best)
- WL : Meilleure performance mondiale de l'année (world leader)
- WJR : Record du monde junior (world junior record)
- WR : Record du monde (world record)

Circonstances et Conditions
- DNF : N'a pas terminé (did not finish)
- DNS : N'a pas pris le départ (did not start)
- DQ : Disqualification (disqualification)
- NM : Aucun essai valable enregistré (No Mark)
- Q : Qualifié « directement » au prochain tour (ou à la prochaine compétition), lors d'une compétition majeure, grâce au classement ou à la réalisation des minima (automatic qualifier)
- q : Qualifié au prochain tour (ou à la prochaine compétition), lors d'une compétition majeure, grâce au repêchage ou à la réalisation de l'une des meilleures performances parmi celles des « non qualifiés directement » (grâce au meilleur temps ou à la meilleure distance par exemple) (secondary qualifier)